# 일본자본주의 논쟁
일본자본주의 논쟁(일본어: 日本資本主義論争 니혼시혼슈기론소우[*])은 1933년부터 1937년경까지 진행된 일본 마르크스주의 역사학자 및 경제학자들의 논쟁이다. 광의로는 1927년에서 1932년까지 일본공산당과 노농파 사이에 벌어진 일본 민주혁명 논쟁도 언급된다.
일본자본주의 논쟁은 『일본자본주의 발달사 강좌』(日本資本主義発達史講座: 1932년 5월-1933년 8월)이 간행된 것을 계기로 일어났다. 당시 일본공산당 주류파였던 강좌파는 메이지 유신 이후의 일본 제국을 절대주의 국가로 규정하고 우선 민주주의 혁명이 필요하다는 2단계 혁명론을 주장했다. 이에 대해 비주류, 탈당파인 노농파는 메이지 유신을 부르주아 혁명, 일본 제국을 근대자본주의 국가로 규정하고 사회주의 혁명을 주장했다. 이것을 큰 축으로 하여, 근대 일본의 본질규정을 둘러싼 사실(史實)을 파고들어 봉건논쟁, 지대논쟁, 신지주논쟁, 매뉴팩처 논쟁 등 많은 소논쟁들이 일어났다. 그러나 명확한 결론이 나지 않은 채 당국의 탄압으로 인해 논쟁은 중단되었다. 1936년 콤아카데미 사건으로 강좌파가 먼저 괴멸상태가 되고, 1937년-1938년의 인민전선 사건으로 노농파가 일제검거 당하면서 더 이상 논의가 물리적으로 불가능해져 논쟁이 종언을 맞았다.
많은 논점들이 제2차 세계대전 종전 이후에도 계승되었지만, 마르크스주의 역사학은 쇠퇴했기 때문에 논쟁 자체는 소멸했다. 일본자본주의 논쟁은 그 태생이 압축적 후발 근대화를 이룩한 일본 사회의 발전사를 레닌주의 모델에 맞춰 해석하기 위한 이념논쟁이었기 때문에, 마르크스주의 자체의 권위가 실추된 전후에는 무의미한 논쟁으로 여겨져 재론되지 않게 된 것이다. 그러나 이 논쟁에 부수하여 여러 가지 사실의 발굴이 이루어졌다.
일본 제국 자본주의의 전근대성을 주장한 강좌파 이론은 오오츠카 히사오를 중심으로 한 ‘오오츠카 사학’에 영향을 주었다. 또한 전후 일본을 대기업・재계가 난폭하게 지배하는, 미국에 종속당한 국가로 보고 즉각적인 "민주주의 혁명"을 외친 일본공산당 계열(강좌파의 영향)과 일본은 이미 제국주의 반열에 들었기 때문에 그것을 타도해야 한다고 주장한 사회당 좌파 및 신좌파(노농파의 영향)의 이론 차이에도 영향을 주었다.